# Matemática financeira
A matemática financeira utiliza uma série de conceitos matemáticos aplicados à análise de dados financeiros em geral. Os problemas clássicos de matemática financeira são ligados a questão do valor do dinheiro no tempo (juro e inflação) e como isso é aplicado a empréstimos, investimentos e avaliação financeira de projetos. E esses conceitos, comuns nos livros didáticos de matemática, propõem e reforçam comportamentos financeiros ligados ao consumo quando trabalham o conteúdo com questões e exemplos relativos ao tema.
O tema também pode de ser aplicado a precificação de ações e de derivativos, mas esse tipo de aplicação não é tratada neste artigo.

## Conceitos
- Principal, Capital ou Valor Presente: Valor que está sendo emprestado ou investido.
- Juro: Compensação paga pelo tomador do empréstimo (ou receptor do investimento) para ter o direito de usar o dinheiro até o dia do pagamento. Pode ser expresso em valor monetário ($) ou como uma taxa de juro (%).
- Saldo: É a soma do Principal com o Juro em um determinado momento.
- Parcela ou Pagamento: Valor pago pelo tomador do empréstimo (ou receptor do investimento).

## Juros compostos
Em geral, os problemas tratados pela matemática financeira consideram o regime de juros compostos ao invés de juros simples. Nesse regime, a fórmula usada é : 
{\displaystyle FV=PV(1+i)^{n},}
ou, invertendo os termos,
{\displaystyle PV={\frac {FV}{(1+i)^{n}\,}},}
onde
- {\displaystyle FV:} Valor Futuro (do inglês Future Value)
- {\displaystyle PV:} Valor Presente (do inglês Present Value)
- {\displaystyle i:} Taxa de juros (do inglês Interest Rate)
- {\displaystyle n:} Número de períodos

## Fórmulas e aplicações

### Número fixo de pagamentos de mesmo valor

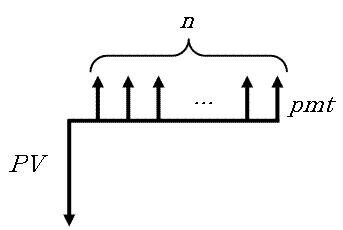
Fluxo financeiro de um investimento (PV) com número fixo (n) de pagamentos de mesmo valor (pmt)

Esse pode ser o caso de financiamento de um bem de consumo, como o exemplo descrito na seção Exemplo de aplicação acima.
O valor {\displaystyle pmt} de cada parcela (ou pagamento periódico) pode ser considerado como o Valor Futuro ({\displaystyle FV}) relativo a essa parcela. Portanto, a parcela do 3º mês, por exemplo, pode ser trazida a Valor Presente através da seguinte fórmula:
{\displaystyle PV_{3}={\frac {pmt}{(1+i)^{3}\,}}}
Nesse caso, o Valor Presente ({\displaystyle PV}) total é a soma dos "Valores Presentes" de todas as parcelas:
{\displaystyle PV=\sum _{k=1}^{n}{\frac {pmt}{(1+i)^{k}\,}}}
Esse somatório representa a soma de uma progressão geométrica porque cada parcela {\displaystyle k} é o resultado da parcela anterior multiplicado por um valor constante a cada período que passa. Nesse caso, trata-se de uma progressão geométrica de valor inicial {\displaystyle a_{1}={\tfrac {pmt}{(1+i)}}} e razão (a ser multiplicada pelo termo anterior) {\displaystyle q={\tfrac {1}{(1+i)}}}. Assim, aplicando a fórmula da soma dos termos de uma progressão geométrica {\displaystyle \sum _{i=1}^{n}a_{1}q^{i-1}={\tfrac {a_{1}(1-q^{n})}{1-q}}}, chega-se em:
{\displaystyle PV={\frac {{\frac {pmt}{(1+i)}}\left(1-{\frac {1}{(1+i)}}^{n}\right)}{1-{\frac {1}{(1+i)}}}}}
simplificando os termos, chega-se em:
{\displaystyle PV={\frac {pmt}{i}}\left(1-{\frac {1}{(1+i)^{n}}}\right)}
ou, invertendo os termos,
{\displaystyle pmt={\frac {PV\cdot i}{1-{\frac {1}{\left(1+i\right)^{n}}}}}}
Esse exemplo considera que o primeiro pagamento ocorre 1 período depois do primeiro fluxo. Ou seja, entre {\displaystyle PV} e {\displaystyle pmt_{1}} existe um período. Caso o primeiro pagamento ocorra no período 0 (zero) ou depois de 1 período, a fórmula precisa ser adaptada.

### Número infinito de pagamentos de mesmo valor

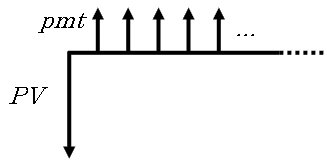
Fluxo financeiro de um investimento (PV) com número infinito de pagamentos de mesmo valor (pmt)

Da mesma forma como o exemplo anterior, o Valor Presente ({\displaystyle PV}) total é a soma dos "Valores Presentes" de todas as parcelas, porém, considerando {\displaystyle n=\infty .} Aplicando a fórmula da soma dos infinitos termos de uma progressão geométrica {\displaystyle \sum _{n=1}^{\infty }a_{1}q^{n-1}={\frac {a_{1}}{1-q}}}, chega-se a:
{\displaystyle PV={\frac {\frac {pmt}{1+i}}{1-{\frac {1}{1+i}}}}}
simplificando os termos, chega-se em:
{\displaystyle PV={\frac {pmt}{i}}}

### Pagamentos não periódicos ou de valores diferentes
Nesses casos, não é possível chegarmos em uma fórmula genérica simples para o Valor Presente {\displaystyle PV}. É necessário somar o Valor Presente de cada pagamento descontando cada parcela pelo prazo correspondente.
No caso dos pagamentos terem uma periodicidade constante, pode-se usar a fórmula comumente chamada de Valor Presente Líquido {\displaystyle VPL} (ou {\displaystyle NPV} do inglês Net Present Value):
{\displaystyle {\mbox{NPV}}=\sum _{t=1}^{n}{\frac {CF_{t}}{(1+i)^{t}}}} onde {\displaystyle CF_{t}} é o Fluxo de Caixa (do inglês Cash Flow) no período {\displaystyle t}

## Avaliação financeira de projetos
Projetos de investimento, como a abertura de uma loja, compra de uma máquina ou construção de uma estrada requerem um investimento financeiro inicial e é esperado que gerem resultado financeiro positivo ao longo do tempo. A matemática financeira ajuda a avaliar se o resultado esperado compensará o investimento inicial.
Nesses casos, costuma-se usar uma notação um pouco diferente da que foi usada nesse artigo até aqui:
- {\displaystyle CF} ou {\displaystyle FC:} Fluxo de Caixa (Cash Flow em inglês). Valor monetário esperado em determinado período. Pode ser interpretado como o resultado financeiro (lucro) trazido pelo projeto em determinado mês ou ano.
- {\displaystyle CF_{0}} ou {\displaystyle FC_{0}:} Costuma ser usado para identificar o Investimento Inicial, que é feito no momento 0 (zero). Valor monetário a ser investido no projeto ao iniciá-lo. Normalmente é um valor negativo, caracterizando-o como uma despesa.
- {\displaystyle NPV} ou {\displaystyle VPL:} Valor Presente Líquido (Net Present Value em inglês). Soma do investimento inicial com os demais fluxos de caixa trazidos a valor presente.

{\displaystyle NPV=CF_{0}+{\frac {CF_{1}}{(1+i)}}+{\frac {CF_{2}}{(1+i)^{2}}}+{\frac {CF_{3}}{(1+i)^{3}}}+\cdots }
A taxa de juros ({\displaystyle i}) a ser usada no cálculo do valor presente líquido para avaliação de projetos é a taxa mínima de atratividade (TMA), que é a taxa de juros que representa o mínimo que o investidor se propõe a ganhar ao fazer o investimento.
Indicadores usados na avaliação financeira de projetos:
Payback: Tempo decorrido entre o investimento inicial e o momento no qual o lucro líquido acumulado se iguala ao valor desse investimento.
Taxa Interna de Retorno — TIR ou IRR (do inglês Internal Rate of Return): Valor da taxa de juro para que {\displaystyle NPV} seja igual a 0 (zero).